# Michael Scott (Architekt)
Michael Scott (* 24. Juni 1905 in Drogheda; † 24. Januar 1989) war ein irischer Architekt, dessen Bauten im Stil der Moderne das Stadtbild von Dublin bis heute nachhaltig prägen. Seine Werkliste enthält die zentrale Busstation Busáras in Dublin, den Wiederaufbau des dortigen Abbey Theatre und das Hospital in Tullamore.

## Leben
Scott wurde in Drogheda geboren, seine Familie stammte jedoch aus Kerry, eine Landschaft, mit der Scott sich ein Leben lang stark verbunden fühlte. Er besuchte das Belvedere College in Dublin und wollte Maler werden, auf Anraten seines Vaters wurde er aber Architekt, da dieser Beruf ein besseres Auskommen versprach. 
Zuerst war er jedoch eine Zeit lang als Schauspieler beruflich tätig, unter anderem in den USA. 1928 gründete er sein Architekturbüro Michael Scott Architects. Später kamen Ronnie Tallon und Robin Walker als Partner hinzu, so dass die Firma 1975 in Scott Tallon Walker umbenannt wurde. Sie besteht bis heute. 

## Werke
- 1939 The Shamrock Building, Pavillon Irlands auf der Weltausstellung 1939 in New York City
- Busstation Busáras (die Zentrale von Bus Éireann), Dublin
- Abbey Theatre, Dublin
- Tullamore Hospital, Tullamore
- Bus-Garage in Donnybrook, Dublin

## Auszeichnungen
- Als einziger irischer Architekt bekam Scott die RIBA Gold Medal for Architecture verliehen, und zwar persönlich von Königin Elisabeth II.